# (20556) Midgekimble
(20556) Midgekimble (1999 RZ115) – planetoida z pasa głównego asteroid okrążająca Słońce w ciągu 3,63 lat w średniej odległości 2,36 j.a. Odkryta 9 września 1999 roku.